# Canto d'amore (film 1947)
Canto d'amore (Song of Love) è un film statunitense del 1947, diretto da Clarence Brown. La sceneggiatura si basa su Song of Love, the Life of Robert and Clara Schumann, un testo teatrale di Bernard Schubert e Mário Silva.

## Trama
La vita, romanzata, della pianista Clara Wieck e del marito, il compositore Robert Schumann, allievo di pianoforte del padre della ragazza. Appena ventunenne, Clara lo sposa nonostante l'opposizione paterna e ben presto la loro casa diventa un punto di ritrovo per gli artisti del tempo, tra i quali spicca un altro compositore, Johannes Brahms, legato alla coppia da un'amicizia sempre più profonda.

## Produzione
Il film fu prodotto dalla Metro-Goldwyn-Mayer (MGM).
Venne girato dal 5 novembre 1946 al 30 gennaio 1947 nei Metro-Goldwyn-Mayer Studios, al 10202 di W. Washington Blvd. a Culver City,.

## Distribuzione
Distribuito dalla Metro-Goldwyn-Mayer (MGM), uscì nelle sale cinematografiche USA il 9 ottobre 1947.